# Pedro Nunes (Schiff, 1935)
Die Pedro Nunes war ein 1934 gebauter Aviso 2. Klasse der portugiesischen Marine, den sie im Kolonialdienst einsetzte. 1956 wurde sie zum Vermessungsschiff umgebaut und 1978 abgewrackt.

## Bau und technische Daten
Im 10-Jahres-Programm der portugiesischen Marine von 1930 war unter anderem die Anschaffung von sechs Avisos vorgesehen, von denen zwei auf heimischen Werften gebaut werden sollten. Den Auftrag für die beiden auch in Portugal konstruierten Schiffe erhielt das Lissabonner Marinearsenal, wo das Typschiff der Pedro-Nunes-Klasse noch im selben Jahr auf Kiel gelegt wurde. Der Stapellauf fand am 17. März 1934 statt, bei dem das Schiff nach dem Mathematiker und Astronomen Pedro Nunes (1502–1578) getauft wurde. Im April 1935 erfolgte die Indienststellung durch die Marine.
Ihre Länge betrug 71,42 Meter, sie war 9,98 Meter breit und hatte einen Tiefgang von 2,84 Metern. Die Konstruktionsverdrängung betrug 1017 Tonnen, die maximale 1217 Tonnen. Der Antrieb bestand aus zwei MAN-Schiffsdieselmotoren, die 2400 PS erzielten und auf zwei Schrauben wirkten. Damit erreichte sie eine Höchstgeschwindigkeit von 16,0 Knoten und verfügte bei 10 Knoten über eine Reichweite von 6000 Seemeilen. Als Bewaffnung trug sie zwei einzelne 120-mm-Geschütze und vier einzelne 40-mm-Vickers-Flak sowie zwei Abwurfschienen für Wasserbomben. In den 1940er Jahren wurden die vier 40-mm-Flak- durch vier 20-mm-Flak ersetzt. Die Besatzungsstärke betrug 138 Offiziere und Mannschaften.

## Geschichte
Ab 1935 setzte die Marine die Pedro Nunes für Einsätze in den portugiesischen Überseegebieten ein, die nach Madeira, zu den Azoren und mit zwei Fahrten nach Mosambik führten. Während des Zweiten Weltkrieges fand die Pedro Nunes am 22. Juli 1942 ein Rettungsboot des britischen Passagierschiffes Avila Star vor den Azoren und nahm die 24 Überlebenden auf. Fünf Wochen später, am 31. August und am 1. September, rettete sie die 67 Männer des torpedierten Frachters Clan Macwhirter. Anschließend wurde der Aviso nach Kap Verde entsandt und blieb dort bis April 1943, gefolgt von Einsätzen in Indien und Macau.
1956 wurde die Pedro Nunes zum Vermessungsschiff umgebaut und erhielt ohne Namensänderung die Kennung A 528. Anschließend wurde sie in Portugiesisch-Guinea stationiert und ersetzte dort das 1918 gebaute Kanonenboot Mandovi. Hauptaufgabe wurde die kartografische Vermessung der dortigen Küste sowie der Häfen von Bissau, Bambadinca und Xime sowie von Flussmündungen, aus deren Ergebnissen neue Seekarten für die Schifffahrt entstanden.
1965 wurden die Vermessungstätigkeiten auf Kap Verde ausgedehnt. Durchgeführt wurden die Arbeiten vor der Insel Sal, Boa Vista und Mindelo, in mehreren Buchten sowie am Schifffahrtsweg zwischen Kap Verde und Guinea. Im Unabhängigkeitskrieg des Überseeterritoriums griff die Pedro Nunes 1972 militärisch ein und unterstützte die portugiesischen Truppen mit Artilleriefeuer. Mit der Unabhängigkeit des Landes wurde das Schiff zurück nach Portugal beordert, am 10. August 1977 außer Dienst gestellt und im Folgejahr abgewrackt.